# Seikado Bunko
Seikadō Bunko (静嘉堂文庫?) è un museo d’arte e una biblioteca specializzata in storia dell'arte e manoscritti antichi dell’Asia orientale; è situato nel quartiere di Setagaya, Tokyo.

## Storia
La collezione principale del museo fu creata da Yonosuke Iwasaki (1851-1908), il secondo presidente di Mitsubishi Zaibatsu, maxiazienda commerciale nella sua vecchia forma. Seikado era lo pseudonimo utilizzato da Yonosuke nelle sue attività di studio, per distinguerle da quelle imprenditoriali.
Negli anni 1890, Yonosuke comminciò a collezionare opere d’arte e manoscritti antichi.
Suo figlio, Koyota Iwasaki (1879-1945), il quarto presidente di Mitsubishi, continuò nell'arricchimento della collezione.
Nel 1924, su commissione di Kayota, fu costruito appositamente per la custodia delle raccolte un edificio progettato dall’architetto Kotaro Sakurai; al completamento dell'edificio si iniziò ad aprire la biblioteca agli studiosi.
Nel 1940, Koyota istituì la Fondazione Seikado alla quale assegnò l'immobile e le collezioni, separandole dal patrimonio personale della famiglia Iwasaki.
Dopo la guerra, la biblioteca si trovava in difficoltà finanziarie, e dal 1953 in poi, insieme all’altra biblioteca privata di Mitsubisi, Tōyō Bunko, si affiliava alla Biblioteca della Dieta nazionale del Giappone in modo da poter continuare le attività.
Nel 1970 ricominciò di nuovo ad operare come biblioteca privata e indipendente e nel 1977 iniziò proporre mostre temporanee aperte al pubblico.
Nel 1992, in occasione del centesimo anniversario della fondazione della collezione Seikado, fu realizzato un nuovo edificio che costituisce la sede attuale del museo e della biblioteca; la nuova sede è aperta al pubblico.

## Collezione
Yonosuke cominciò a collezionare libri e oggetti d'arte già a fine del XIX secolo nel corso del processo di occidentalizzazione avviato nel periodo Meiji, temendo che il ridotto interesse per le arti tradizionali avrebbe causato la dispersione di preziosi manoscritti antichi e di opere d’arte testimonianza della storia artistica del paese. Nella sua raccolta riunì 40 000 scritture antiche, molte pitture calligrafiche nonché oggetti di alto artigianato tradizionale quali armature e spade, utensili per la cerimonia del te, lacche. Acquisì i paraventi dipinti da Tawaraya Sōtatsu (1570?- 1640?) che riproducono scene del Genji monogatari; dopo la morte del bibliofilo cinese Lu Xinyuan comprò l'intera sua collezione bibliografica di testi classici cinesi.
Koyota, suo figlio, gli subentrò nell'arricchimento della collezione, in particolare manoscritti e opere d’arte, concentrandosi soprattutto sulle ceramiche cinesi della dinastia Song del sud (1127-1279).
Nel Seikado Bunko sono oggi custoditi 80 000 volumi giapponesi, 120 000 volumi cinesi e 6500 opere d’arte realizzate in varie tecniche; 7 opere sono state designate tesori nazionali e 84 importanti beni culturali del Giappone.
Il grande patrimonio artistico dell'istituzione non è oggetto di esposizione permanente, ma viene esposto in mostre temporanee tematiche.

## Galleria d'immagini
Qui di seguito alcune tra le opere designate Tesoro nazionale del Giappone appartenenti alle collezioni del museo:

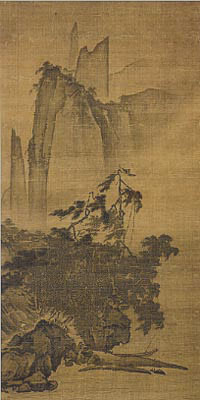
Vento e Pioggia, rotolo verticale, inchiostro su seta, attribuito a Ma Yuan, secolo XIII
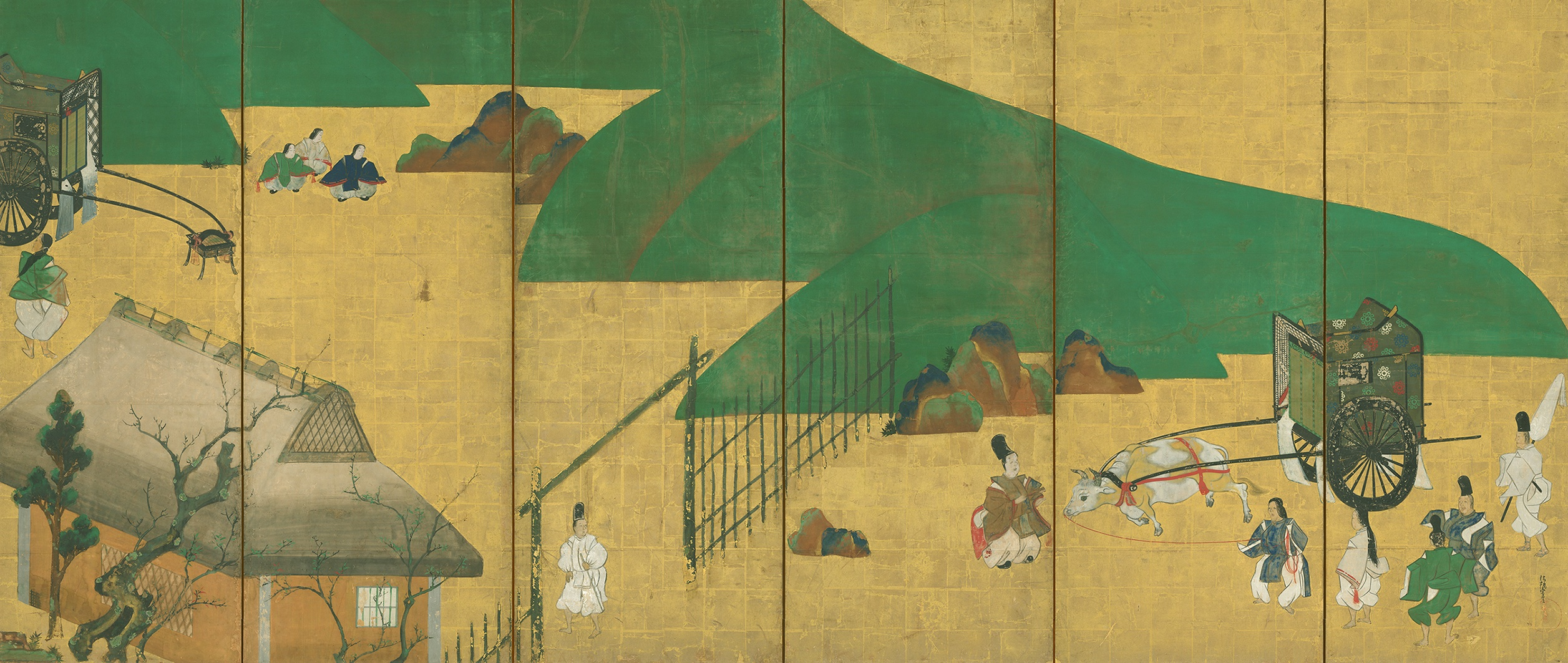
Scene dal Genji Monogatari, paravento, inchiostro e pigmenti su foglia d'oro, di Tawaraya Sōtatsu, secolo XVI
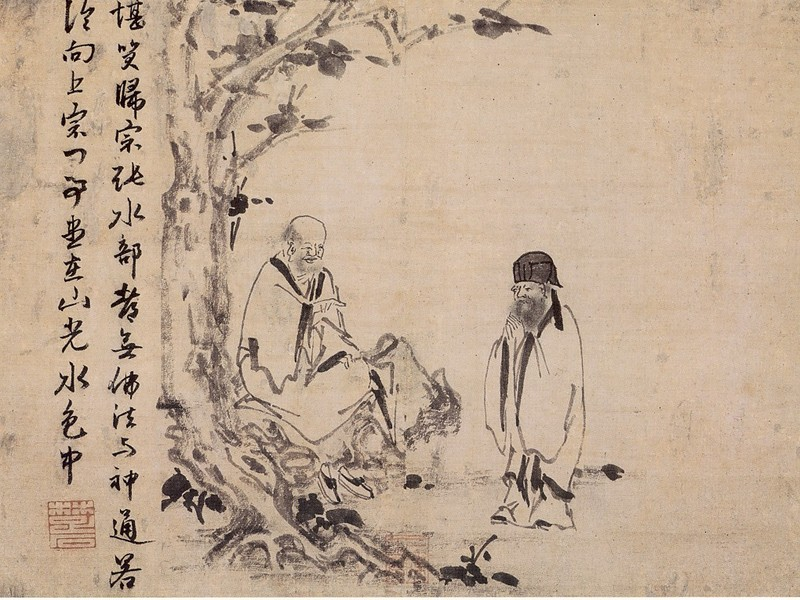
Frammento da Atti dei Maestri Zen: il  monaco Zhichang, inchiostro su carta, secolo XIV
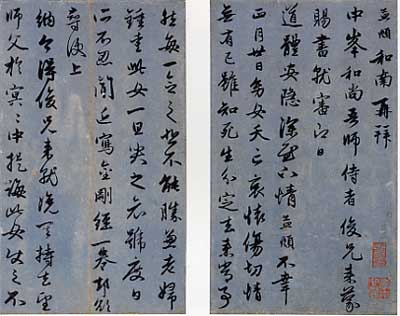
Lettera di Zhao Mengfual maestro Zen Zhongfeng Mingben,secolo XIV
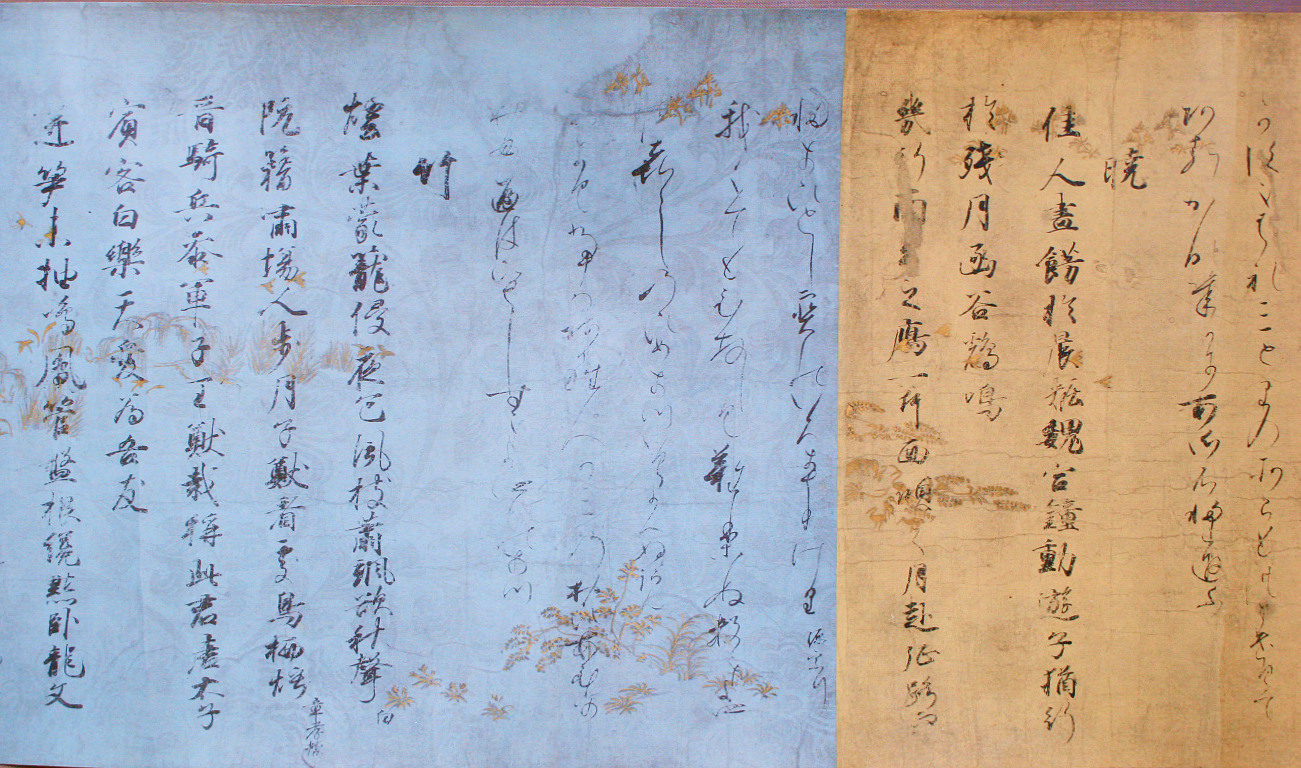
Frammento dalla raccolta poetica Wakan rōeishū, inchiostro su carta colorata e decorata, secolo XI